# Ахмад Мухаммед Нуман
Ахмад Мухаммед Нуман (араб. أحمد محمد نعمان; 26 квітня 1909 — 27 вересня 1996) — єменський державний і політичний діяч, двічі прем'єр-міністр Єменської Арабської Республіки.

## Життєпис
У молоді роки був учителем сина імама Ахмада, принца Мухаммеда аль-Бадра. 1944 року емігрував до Адена. 1948 року став міністром сільського господарства Єменського Королівства. 1955 року обіймав посаду політичного радника спадкоємця престолу аль-Бадра.
Від 1962 року займав пост міністра місцевого самоврядування Єменської Арабської Республіки. У 1963—1964 роках був постійним представником ЄАР при Лізі арабських держав. Влітку 1965, а також улітку 1971 років очолював уряд Північного Ємену.